# Shoah en Autriche
La Shoah en Autriche recouvre les persécutions, les déportations et l'extermination subies par les Juifs d'Autriche entre 1938 et 1945. Ces exactions ont provoqué l'assassinat de 65 000 Juifs et 125 000 autres ont fui le pays.

## Avant l'Anschluss

### Situation des Juifs en Autriche avant 1938
Dans les années 1930, les Juifs prospèrent en Autriche et comptent des personnalités de premier rang dans les sciences, l'art, le commerce, l'industrie. Au moment du rattachement de l'Autriche à l'Allemagne nazie en 1938, la population juive en Autriche s'élève à 192 000 personnes environ, dont la majorité vit à Vienne.
Le pays possède une forte tradition d'antisémitisme. En 1922, pour railler l'antisémitisme vicieux dont les étudiants de Vienne font souvent les frais, Hugo Bettauer écrit un roman futuriste : La Ville sans Juifs (en), qui se révèle tragiquement prémonitoire.

### L'Anschluss

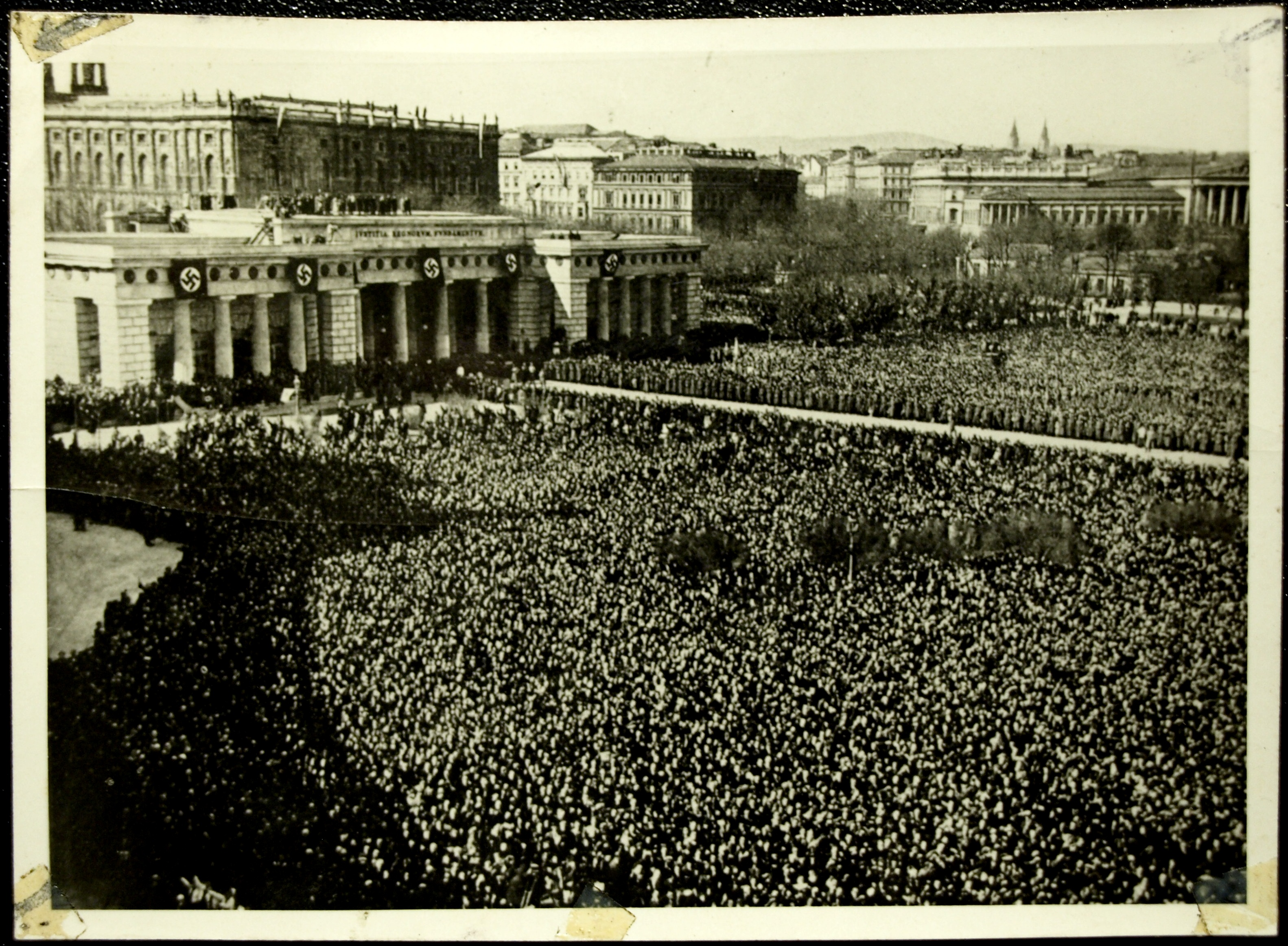
Hitler prononce un discours sur la Heldenplatz en mars 1938.

Dès 1933, quand Adolf Hitler parvient au pouvoir en Allemagne, l'annexion de l'Autriche devient l'un des principaux objectifs de sa politique étrangère. L'Autriche est incorporée au Troisième Reich le 13 mars 1938 ; le lendemain, l'armée allemande entre sur le territoire autrichien où elle est accueillie par la population locale avec des saluts et des drapeaux nazis. Une loi est votée pour proclamer que l'Autriche « fait partie de l'empire germanique » sous le nom d'Ostmark. Le 10 avril, le référendum de l'Anschluss a lieu en Autriche et, selon les sources officielles du Reich, 99,08 % de la population a participé et 99,75 % des suffrages sont favorables.

## Violences et persécutions antisémites

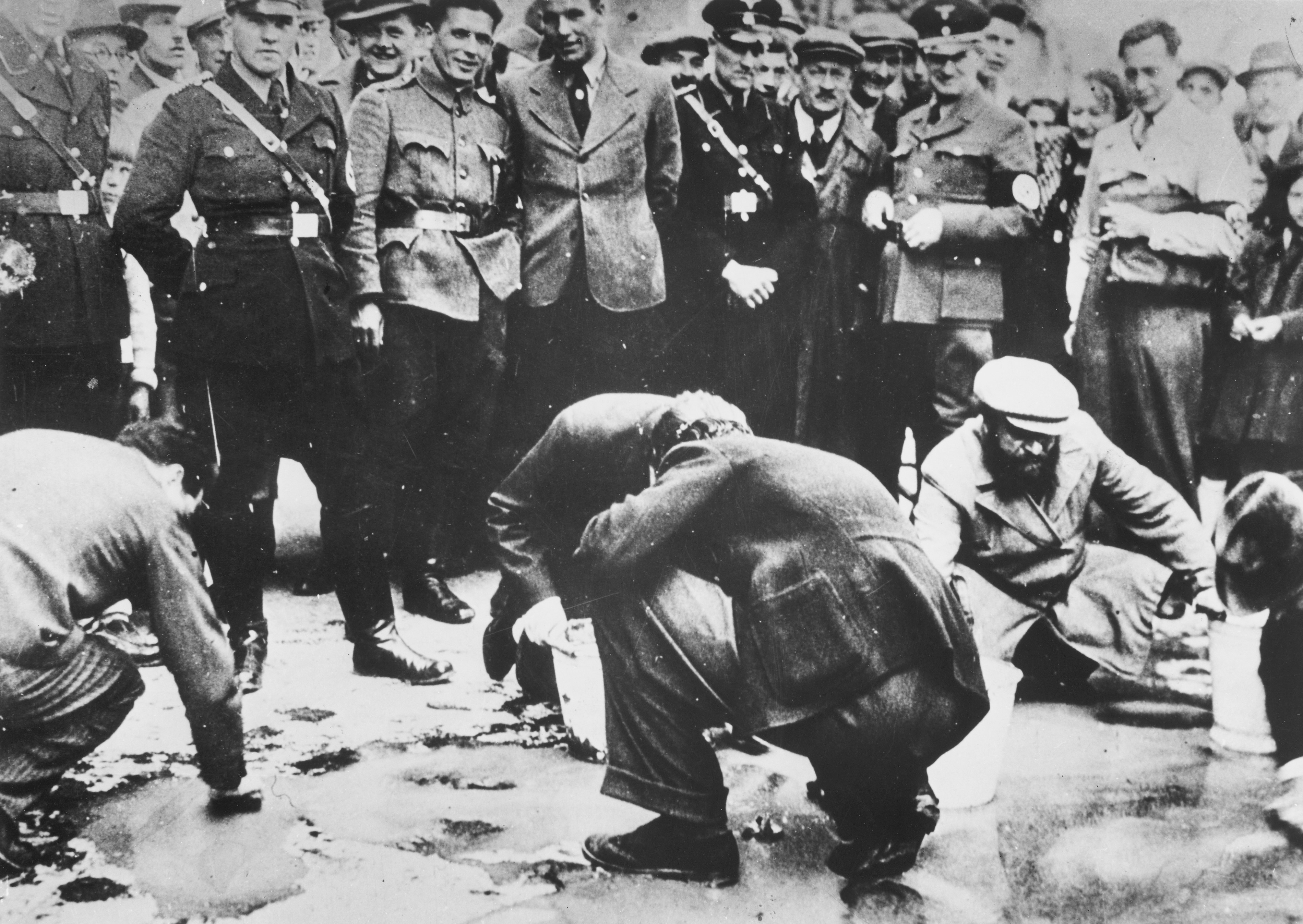
Des citoyens juifs sont forcés de s'agenouiller et de nettoyer le sol sous le regard de nazis et d'habitants viennois. Avril 1938. Collection USHMM.

Les persécutions commencent immédiatement après l'Anschluss et elles sont d'une violence marquante,. Les lois allemandes sur la race sont promulguées en Autriche : les Juifs sont déchus de leurs droits. Selon ces lois, 220 000 personnes sont désormais considérées comme juives en Autriche, alors qu'auparavant le nombre était établi à 182 000. Les communautés juives subissent une réorganisation forcée sous la férule d'Adolf Eichmann. Toutes les associations juives sont dissoutes, les périodiques juifs interdits, les dirigeants et les cadres de ces organes sont arrêtés. Les Juifs n'ont plus le droit d'emprunter les transports en commun. De nombreux Autrichiens se joignent aux nazis pour terroriser des victimes juives. Des humiliations publiques sont imposées : des Juifs sont obligés de laver des trottoirs et des toilettes publiques, parfois avec une brosse à dents ou à mains nues,. Les membres juifs de l'Université de médecine de Vienne sont congédiés.
Pendant la nuit de Cristal en novembre 1938, des pogroms contre les Juifs sont commis en Allemagne et en Autriche. Des synagogues sont profanées et détruites, les magasins et les maisons appartenant aux Juifs sont pillés.
Le 8 août 1938, le premier camp de concentration autrichien est ouvert à Mauthausen.

### Pillage des biens appartenant aux Juifs
Les biens des Juifs sont saisis par des Autrichiens dans le cadre de la Shoah. Des transferts massifs de domiciles, d'entreprises, d'immeubles, d'actifs financiers et d'œuvres d'art passent des Juifs aux non-Juifs,. Un mécanisme préparé avec soin organise le pillage, la conservation puis la revente des biens des Juifs ; y participent la Gestapo, le Vugesta, la maison d'enchères du Dorotheum, divers transporteurs et musées de Vienne.

### Migration forcée
Des personnalités célèbres s'exilent, comme Sigmund Freud et Imre Kalman.

### Ségrégation, déportation et extermination
En octobre 1939 commencent les déportations des Juifs autrichiens vers la Pologne occupée, qui s'inscrivent dans le plan Nisko consistant à rassembler tous les Juifs d'Europe sur un seul territoire d'où ils ne peuvent circuler. 1 584 personnes sont envoyées dans le district de Lublin.
La déportation des Juifs dans les centres d'extermination nazis commence en février 1941 et s'accélère après la conférence de Wannsee. Officiellement, la communauté de Vienne est liquidée le 1er novembre 1942, date où l'Autriche ne compte plus que 7 000 Juifs ; les déportations se poursuivent jusqu'en mars 1945,.
D'après certaines sources, la Shoah a provoqué la mort de 60 000 à 65 000 victimes autrichiennes - soit la quasi-totalité de ceux qui n'ont pas fui avant la Seconde Guerre mondiale. Quand Vienne est libérée par les troupes soviétiques le 13 avril 1945, il reste moins de 800 Juifs en Autriche (principalement les conjoints de citoyens autrichiens).

### Auteurs des atrocités
Adolf Hitler se suicide le 30 avril 1945. Arthur Seyss-Inquart est condamné à mort aux procès de Nuremberg et exécuté en 1946. Néanmoins, de nombreux nazis autrichiens ont échappé à toutes les poursuites. Ainsi, Franz Josef Huber, directeur de la Gestapo responsable de l'assassinat de dizaines de milliers de Juifs autrichiens, travaille pour les renseignements allemands après la guerre et il est protégé contre les poursuites.

## Protestations et résistance intérieure
En date du 1er janvier 2016, le mémoral Yad Vashem a reconnu 106 Autrichiens en tant que « Justes parmi les nations » car ils ont aidé et secouru des victimes juives, au péril de leur vie, pendant la Shoah.

## Mémoire

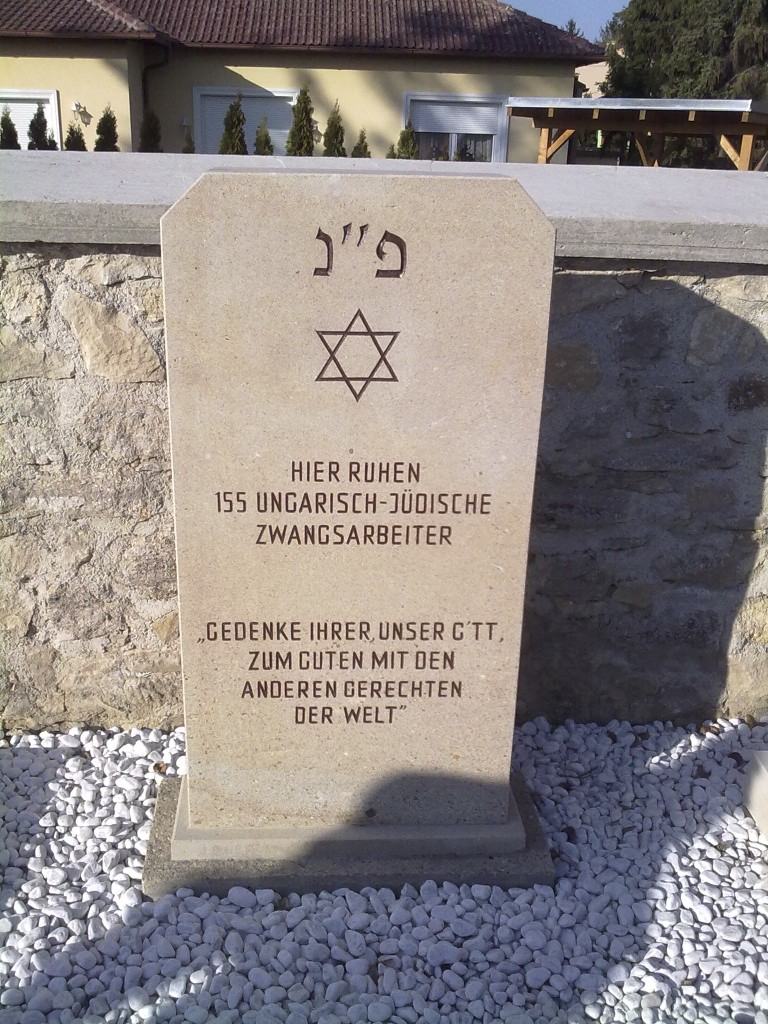
Monument aux victimes de la Shoah à Bruck an der Leitha.

Jusque dans les années 1980, la société autrichienne adopte la vision qu'elle est « la première victime du nazisme (en) », selon laquelle la population est victime du Troisième Reich au lieu d'en être un soutien fervent - se dégageant ainsi de la responsabilité des crimes commis par les nazis,,,,.
Bien que le génocide des nazis soit très bien documenté dans les archives de la Résistance autrichienne dans les années 1960, les études critiques sur la Shoah ne percent dans l'historiographie autrichienne générale que dans les années 1980. Cette attention envers la Shoah est déclenchée par les élections présidentielles de 1986 où le passé nazi de Kurt Waldheim refait surface,. En 1988 est fondée la Commission historique pour enquêter sur les pillages contre les Juifs à l'époque du Troisième Reich, ainsi que sur la restitution ou la compensation des biens confisqués après 1945.
De nombreuses villes d'Autriche ont érigé des monuments à la mémoire des victimes de la Shoah mais le pays est critiqué pour les carences en termes de particularités, par exemple le recensement des victimes. En 2020 commence en Autriche la construction d'un mémorial qui portera les noms des 64 000 victimes identifiées. 1 000 autres ont été assassinées par les nazis mais leur identité a été perdue.
Certains monuments ont subi des vandalismes répétés,.
D'après une enquête publiée en 2019, la plupart des Autrichiens connaissent peu la Shoah,,.

## Négationnisme
En Autriche, la négation de la Shoah est un délit,. Ceux qui nient la Shoah sont poursuivis au titre du chapitre 3 de la Constitutional Prohibition Act (Verbotsgesetz 1947), modifié en 1992. La loi permet de poursuivre les personnes qui, en public, nient, minimisent, approuvent ou justifient les crimes du national socialisme. Les auteurs d'infraction s'exposent à une peine d'emprisonnement allant de 1 à 10 ans.
Plusieurs personnes ont été condamnées pour négationnisme. L'affaire la plus célèbre en Autriche est l'arrestation et le jugement de l'écrivain britannique David Irving en 2006.

### Ouvrages
- Михман Д. Катастрофа европейского еврейства. — 1. — Тель-Авив: Открытый университет Израиля, 2001. — Т. 1—2. —  (ISBN 965-06-0233-X).
- Михман Д. Катастрофа европейского еврейства. — 1. — Тель-Авив: Открытый университет Израиля, 2001. — Т. 3—4. —  (ISBN 965-06-0233-X).
- Doron Rabinovici. Eichmann's Jews: The Jewish Administration of Holocaust Vienna, 1938-1945. — Polity, 2011. — 288 p. —  (ISBN 978-0745646824).
- (en) Gardiner, Muriel. Code Name « Mary »: Memoirs of an American Woman in the Austrian Underground. New Haven, CT: Yale University Press, 1983.
- Paucker, Arnold. Standhalten und Widerstehen: Der Widerstand deutscher und österreichischer Juden gegen die nationalsozialistische Diktatur. Essen: Klartext, 1995.
- Österreichisches Gallup-Institut. Attitudes toward Jews and the Holocaust in Austria: a public-opinion survey conducted for the American Jewish Committee. — American Jewish Committee, 2001. — 32 p.